# Stadionul Astra
Stadionul Astra este un stadion de fotbal din Ploiești, România. A fost terenul de acasă al echipei Astra Ploiești până când echipa s-a mutat la Giurgiu în 2012. În prezent, stadionul se află în avansată stare de degradare și nu poate găzdui meciuri de fotbal cu spectatori.

## Galerie Foto

Tribuna a II-a
Peluza